# 東条ダム
東条ダム（ひがしじょうダム）は、長野県東筑摩郡筑北村（旧本城村）、信濃川水系犀川に注ぐ麻績（おみ）川の支流・東条川に建設されたダム。高さ28メートルの重力式コンクリートダムで、砂防ならびに貯水利用を目的とした砂防堰堤である。
建設工事は1962年（昭和42年）度に着工し、1971年（昭和46年）度に完成した。事業費は5億4,600万円。

## 周辺
ダム付近を長野県道277号河鹿沢西条停車場線が走っており、長野自動車道・麻績インターチェンジから車で30分ほどでたどり着ける。東条ダムは目的に砂防のほか貯水利用も兼ねているということで、多くの場合貯水に積極的でない砂防ダムでありながらも清澄な水を豊富に湛えている。晴れた日には山あいの向こうに北アルプスの山々を望むことができる。春には桜、秋には紅葉が美しい。冬は寒い日が続くと全面結氷する。右岸道路脇には当時の国務大臣・増田甲子七が東條ダムと揮毫した石碑がある。この場所を通過後まもなく、松本市と上田市とを結ぶ国道143号（松本街道）に突き当たる。
東条川は出水によりしばしば洪水を流域にもたらしており、長野県は下流に小仁熊（おにくま）ダムを建設。流域の治水と利水を図っている。

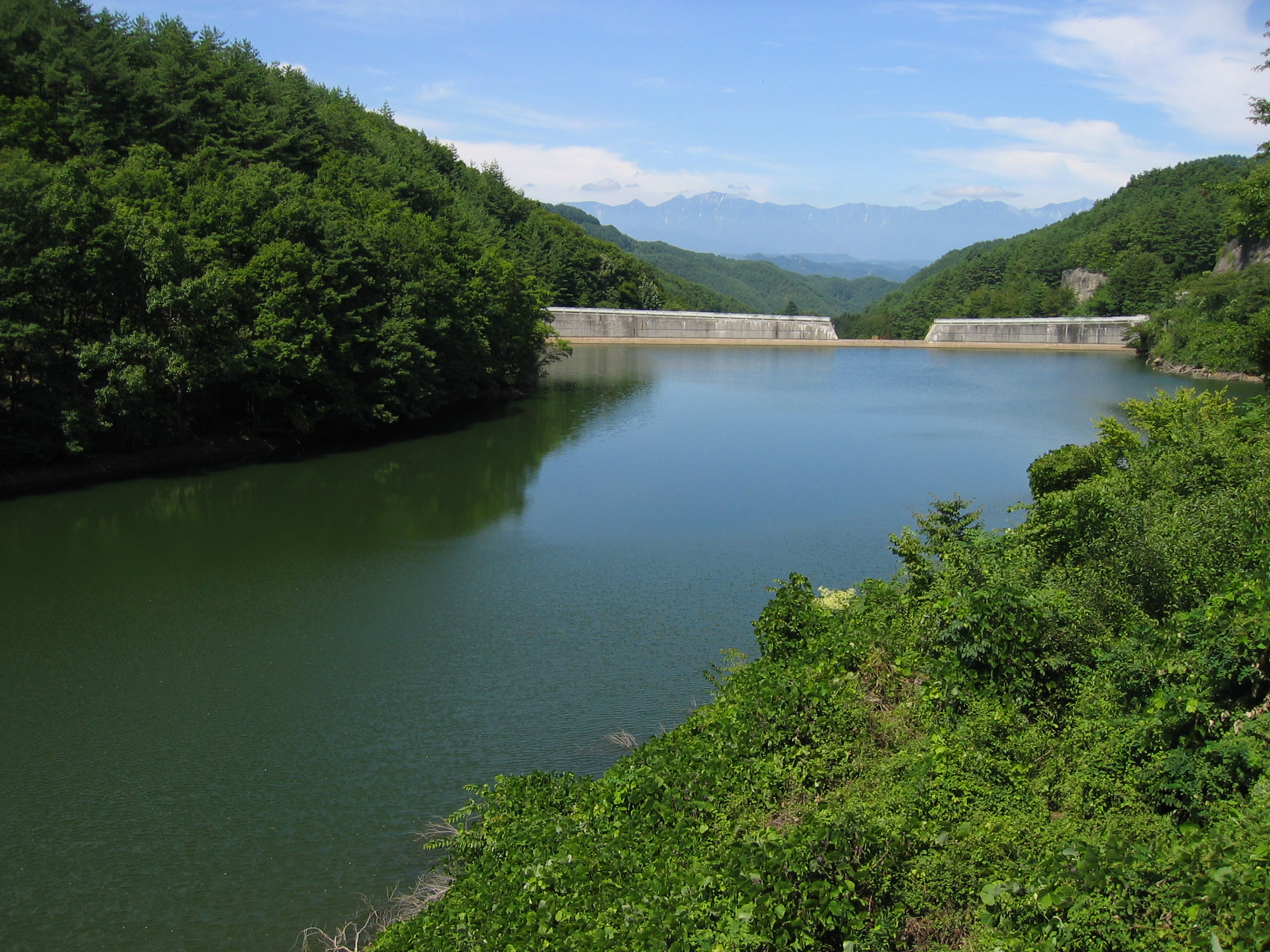
ダム湖
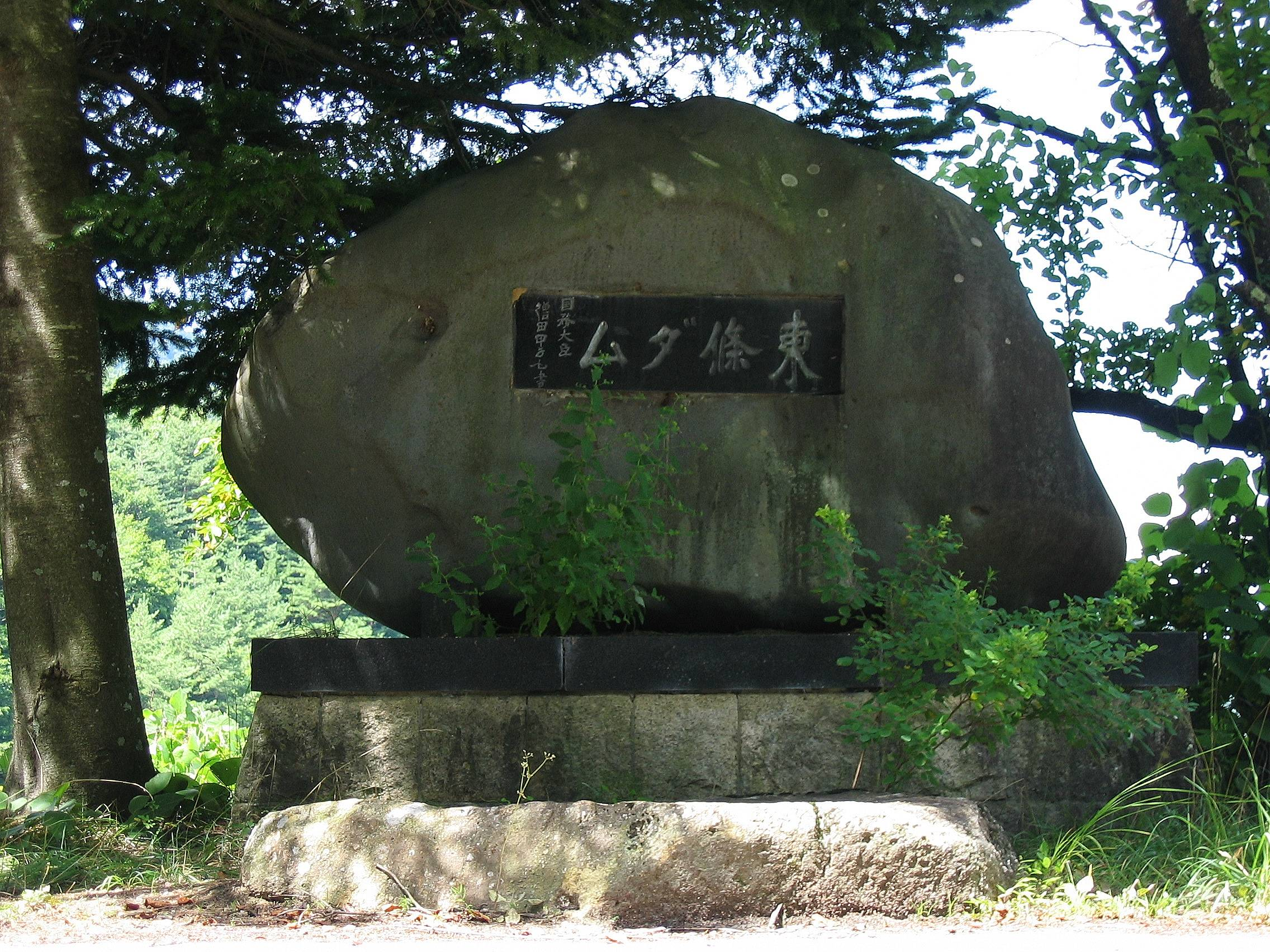
記念碑（増田甲子七揮毫）